# 1143 Odysseus
1143 Odysseus é um asteroide troiano de Júpiter. Foi descoberto em 28 de janeiro de 1930 por Karl Wilhelm Reinmuth.
Este asteroide recebeu este nome em homenagem ao herói grego Odisseu.